# Far West (Vilvoorde)
Far West is een woonwijk van de Vlaams-Brabantse stad Vilvoorde.
Na de Eerste Wereldoorlog was er grote behoefte aan woningen en er werden sociale woonwijken gebouwd waarvan Faubourg de eerste was. Vervolgens werd het Maurits Duchéhof gebouwd op grond die door de firma Duché was geschonken. Het hof werd genoemd naar Maurits Duché, achterkleinzoon van Marius Duché, de stichter van het bedrijf. Maurits was gesneuveld tijdens de Eerste Wereldoorlog. Deze huizen werden gebouwd van 1921-1925. Het centrale plein werd in 1930 ingericht als park.
De wat merkwaardige naam Far West kwam al in 1929 in de volksmond in gebruik en werd in 2001 de officiële naam van de wijk, die in de 2e helft van de 20e eeuw nog aanzienlijk werd uitgebreid.
In de wijk vindt men de Sint-Jozefkerk.